# Filadelfia (Cilícia)
Filadelfia (en llatí Philadelphia, en grec antic Φιλαδέλφεια) era una ciutat de la Cilícia Aspre a la vora del riu Calicadnos, segons diuen Claudi Ptolemeu i Hièrocles, que la inclou entre les seus episcopals d'Isàuria.
És possible que fos la ciutat de Mut, a l'actual Província de Mersin.